# Powstanie w Sarawaku
Powstanie w Sarawaku – konflikt zbrojny toczący się w latach 1962–1990 między siłami bezpieczeństwa Malezji a partyzantami z grup Ludowych Sił Partyzantów Sarawaku i Ludowej Armii Północnego Kalimantanu.
Podobnie jak wcześniejsze powstanie malajskie (1948–1960), powstańcy byli głównie Chińczykami przeciwnymi kolonialnym rządom Wielkiej Brytanii, a następnie przyłączeniu Sarawaku do nowo utworzonej Federacji Malezji. Rebelia została wywołana wybuchem powstania w Brunei, sprowokowanego przez lewicową Partię Ludową przeciwną uczestnictwu Brunei w Federacji Malezji. Do 1965 roku partyzanci byli wspierany przez rząd Sukarno z Indonezji, który prowadził politykę konfrontacji indonezyjsko-malezyjskiej. Jednak po zakończeniu konfrontacji, indonezyjskie siły zbrojne rozpoczęły współpracę z rządem Malezji przeciwko dotychczasowym sprzymierzeńcom z ruchu rebelianckiego. Rebelia zakończyła się podpisaniem porozumienia pokojowego w dniu 17 października 1990 roku.

## Geneza
Ruchy partyzanckie Sarawaku wywodziły się ze zdominowanych przez etnicznych Chińczyków organizacji komunistycznych, jak Organizacja Komunistyczna Sarawaku (będącej lokalnym odpowiednikiem Malajskiej Partii Komunistycznej). Organizacja liczyła około 24 tys. działaczy. Popularność ruchu komunistycznego związana była z rozpowszechnieniem maoizmu w Sarawaku w latach 40. XX wieku, głównie pośród studentów. Wpływy maoistowskie pojawiły się również w ruchu robotniczym, związkach zawodowych, chińskojęzycznych mediach oraz w powstałej w czerwcu 1959 roku Zjednoczonej Ludowej Partii Sarawaku będącej pierwszą partią polityczną działającą w Sarawaku (skupiała ona w swoich szeregach głównie Chińczyków). Celem ruchu maoistowskiego w Sarawaku było przede wszystkim uzyskanie niepodległości i likwidacja kolonializmu, innym postulatem było ustanowienie społeczeństwa komunistycznego. Taktyką maoistów było stworzenie „jednolitego frontu” antybrytyjskiego wraz z innymi grupami lewicowymi i antykolonialnymi.

## Przebieg
Powstanie w Sarawaku rozpoczęło się po wybuchu rebelii na Brunei w 1962 roku (choć grupy maoistowskie przeprowadziły pierwszy antybrytyjski atak już w kwietniu 1952 roku). Z siłami kolonialnymi starły się Ludowe Siły Guerilli Sarawaku i Ludowa Armia Północnego Kalimantanu stawiające sobie za cel utworzenie niepodległego Północnego Kalimantanu, (Kalimantan). Dzięki polityce prezydenta Indonezji Sukarno, który miał z ówczesną kolonialną Malezją złe relacje, partyzanci zyskali pomoc indonezyjską. Około 700-800 młodych Chińczyków, których dotknęły represje ze strony rządu, uciekło do indonezyjskiego Kalimantanu, gdzie przeszli szkolenie militarne. Od tamtego czasu organizacje niepodległościowe Sarawaku działały z terenów indonezyjskich. Sytuacja zmieniła się w 1965 roku, gdy dyktatorską władzę w Indonezji objął Suharto, który usunął z kraju separatystów oraz rozpoczął walkę przeciwko nim. W 1966 roku rząd Malajów zaoferował rebeliantom amnestię, jednak z oferty skorzystało tylko około 40 partyzantów.
W ciągu pierwszej połowy lat 70. wojska rebelianckie zostały w dużej mierze rozbite, a rząd przekonał kilka grup powstańczych do złożenia broni. Po udanych negocjacjach w 1989 roku, w wyniku których zakończyło się drugie powstanie malajskie, rebelianci z Sarawaku zgodzili się na rozmowy z rządem. Porozumienie pokojowe podpisano w 1990 roku i tym samym zakończyła się trwająca od początku lat 60. separatystyczna rebelia na wyspie.